# Буда, Сергей Алексеевич
Сергей Алексеевич Буда (укр. Сергій Олексійович Буда; 1866—1942) — украинский и советский историк, журналист, переводчик.

## Биография
Родился 4 октября 1866 года[по какому календарю?] в Миргороде. В 1890 году окончил Полтавскую гимназию. В 1896—1898 годах обучался в Юрьевском (Дерптском) ветеринарном институте, который не окончил.
В 1899—1914 годах был сотрудником киевских периодических изданий: газет «Киевские вести», «Киевская мысль», «Рада», «Слово» и журналов «Литературно-научный вестник», «Новое общество», «Украинская жизнь» и др.
В 1914—1915 гг. служил в Киевском губернском земстве, в 1916—1918 гг. — в комитете Юго-Западного фронта Всероссийского союза городов, гражданской организации по обустройству отвоёванных у противника городов.
Редактор кооперативного издательства «Книгоспілка».
В 1919—1930 гг. — сотрудник Постоянной комиссии по составлению словаря живого украинского языка при ВУАН, Комиссии по изучению общественно-политических течений на Украине при ВУАН, старший научный сотрудник Музея антропологии и этнологии им. Ф. Вовка. С 1926 года работал также архивистом в Киевском центральном архиве древних актов. В 1930 году комиссией по чистке академического аппарата был уволен из ВУАН и с 1930 года был литературным сотрудником киевских издательств.
Умер в Киеве в 1942 году.

## Творчество
Переводил с русского, немецкого и французского на украинский язык произведения А. Дюма, Беранже, А. Франса, Р. Роллана, Н. Лескова, А. Чехова, М. Горького и др.
Среди его переводов:
- Виппер Р. «Новая история». — Киев, 1923;
- Короленко В. «Среди лихих людей». — Киев, 1923;
- Кудрявский Д. «Как жили люди в старину. Очерки первобытной культуры» — Харьков, 1924;
- Радек К. Заграничная политика советской России. — Харьков, 1924;

и другие.
Автор ряда работ по истории революционного движения на Украине, в том числе
- «Перед польським повстанням 1863 р.: З архівних матеріалів» (1925, кн. 5),
- «„Світопреставління“ в 1857 р.» (1926, кн. 1),
- «До історії революційно-народницького руху на Україні в першій половині 70-х років. Іван Трезвінський, один з „193-х“» (1926, кн. 4),
- «Українські переклади революційної літератури 1870-х років»,
- «За сто літ» (1928, кн. 3).

Опубликовал ряд публицистических и критических статей, в том числе, об истории памятника Тарасу Шевченко в Киеве, историю украинского театра, украинской прессы и цензурных притеснений украинского духовного слова.